# 高橋二三
高橋 二三（たかはし にいさん、1926年〈大正15年〉2月3日 - 2015年〈平成27年〉5月5日）は、日本の脚本家。本名：高橋 幸人（たかはし ゆきと）。群馬県佐波郡玉村町出身。

## 来歴・人物
1960年代の大映や松竹映画で活躍し、84本の映画脚本を手がけた。特に1965年から6年続いた特撮怪獣映画の「ガメラシリーズ」では、科学考証を無視したキャラクタライズしたシナリオで、「怪獣ガメラ」を東宝の「ゴジラ」と双璧をなす人気怪獣へと押し上げた。1970年代に入るとテレビ番組を数多く手がけた。
「ガメラシリーズ」の湯浅憲明監督は、「怪獣の登場する映画で科学考証など意味がないと、高橋さんと打ち合わせて脚本作りを行った。子供が楽しめるファンタジー、童話として、監督が驚くようなアイディアを生みだす高橋さんは天才だ」と語っている。
『大怪獣空中戦 ガメラ対ギャオス』（1967年）では公開後、東宝のゴジラシリーズで知られる本多猪四郎監督から「素晴らしい内容だった」と絶賛激励され、「ゴジラシリーズ」に対する負い目が吹き飛んだと語っている。また、高橋が1991年にビデオ企画に合わせて『ガメラ対不死鳥』というオリジナル脚本を奔放なイメージで書き上げ、複数の特撮関係者に送ったところ、本多は「作品は大事になさってください」と丁寧な感想文を添えて送り返してくれたという。このオリジナル脚本は後年、新作小説の形で出版されている。
ジャン・ギャバン主演ジュリアン・デュヴィヴィエ監督の『我等の仲間』を好きな映画と公言し、特に『大怪獣決闘 ガメラ対バルゴン』に強い影響があるという。
2015年5月5日、脳幹出血のため死去。89歳没。

## 執筆作品

### 映画脚本
- 泣き笑い地獄極楽（1955年）
- 銀座の女（1955年）
- おヤエのママさん女中（1959年）
- おヤエの家つき女中（1959年）
- おヤエの身替り女中（1959年）
- 若いやつ（1963年）
- 大怪獣ガメラ（1965年）
- 大怪獣決闘 ガメラ対バルゴン（1966年）
- 大怪獣空中戦 ガメラ対ギャオス（1967年）
- ガメラ対宇宙怪獣バイラス（1968年）
- あるセックス・ドクターの記録（1968年）
- ガメラ対大悪獣ギロン（1969年）
- ガメラ対大魔獣ジャイガー（1970年）
- ボクは五才（1970年）
- 樹氷悲歌（1971年）
- ガメラ対深海怪獣ジグラ（1971年）
- 悪名尼（1971年）
- 宇宙怪獣ガメラ（1980年）

### テレビ脚本
- 松本清張シリーズ・黒い断層「偶数」（1961年）
- しゃあけえ大ちゃん（1964年）
- わんぱく砦（1966-1967年）
- 無敵!わんぱく（1968年）
- サンダーマスク（1972年）
- 走れ!ケー100（1973年）
- 電人ザボーガー（1974年）
- 座頭市物語（1974年）
- みつばちマーヤの冒険（1975年）
- 痛快!河内山宗俊（1975年）
- アラビアンナイト シンドバットの冒険（1975年）
- ふしぎ犬トントン（1978年）
- はいからさんが通る（1978年）[4]
- 若さま侍捕物帳（1978年）
- 伝七捕物帳（1979年）
- 走れ!熱血刑事（1980年）
- 忍者ハットリくん（1981年）
- ふしぎの国のアリス（1983年）
- へーい!ブンブー（1985年）

### 著書
- 『ガメラVS不死鳥』（1995年） ISBN 4094404112